# 蒂图安·德罗盖
蒂图安·德罗盖（Titouan Droguet，2001年6月15日—），法国男子网球运动员。
德罗格在ATP挑战巡回赛赢得过1个单打和3个双打冠军。

## 职业生涯
2022年4月，德罗盖在法国昂热赢得了第一个ITF男子世界网球巡回赛单打冠军。5月他和同胞基利安·雅凯在普罗旺斯地区艾克斯网球公开赛上赢得了首个ATP挑战巡回赛双打冠军。2023年2月在法国瑟堡挑战赛上首次进入挑战赛单打决赛，但负于赛会3号种子，意大利人朱利奥·泽皮耶里。6月，他拿到了2023年法国网球公开赛男子单打比赛资格赛外卡，但在首轮负于安德烈亚·瓦瓦索里。
在意大利摩德纳挑战赛和荷兰阿默斯福特挑战赛两场决赛均告失败之后，德罗盖于2023年7月23日首次亮相ATP世界排名前200位，来到第185位。
世界排名第172位的德罗盖作为资格赛选手成功进入2023年美国网球公开赛男子单打比赛正赛，他此前在职业生涯中从未赢得过任何ATP巡回赛级别的比赛。在资格赛首轮中，德罗盖击败了克里斯蒂安·加林，赢得了他对前世界排名前100名选手的首场胜利。在正赛首轮中，德罗盖击败了赛会18号种子洛伦佐·穆塞蒂，这是他的大满贯首胜，也是他首次战胜对手排名世界排名前20的选手。在第二轮中输给了资格赛选手雅各布·门希克。
2024年3月，德罗盖在匈牙利塞克什白堡举行的ATP挑战赛中第四次闯入单打决赛，但在决赛中输给了曾俊欣。不过他与马泰奥·马蒂诺搭档赢得了双打冠军。5月份，在四次输掉单打决赛后，德罗盖以头号种子身份在意大利滨海弗兰卡维拉网球挑战赛上击败了雅各布·贝雷蒂尼赢得了他的首个挑战赛单打冠军。
2024年5月，德罗盖首次亮相ATP巡回赛，他在2024年瑞士格施塔德网球公开赛上作为资格赛选手进入正赛，但在首轮负于赛会7号种子法比奥·福尼尼。11月他第二次出战巡回赛正赛，作为幸运落败者进入了2024年摩泽尔网球公开赛正赛。

## ATP挑战赛决赛

### 单打: 5（1冠4亚）
| 结果 | 胜-负 | 日期      | 巡回赛                 | 级别   | 场地     | 对手                | 比分                    |
| ---- | ----- | --------- | ---------------------- | ------ | -------- | ------------------- | ----------------------- |
| 负   | 0-1   | 2023年2月 | 瑟堡, 法国             | 挑战赛 | 室内硬地 | 朱利奥·泽皮耶里     | 5–7, 6–7(4–7)           |
| 负   | 0-2   | 2023年6月 | 摩德纳, 意大利         | 挑战赛 | 泥地     | 埃米利奥·纳瓦       | 7–6(7–5), 6–7(6–8), 4–6 |
| 负   | 0-3   | 2023年7月 | 阿默斯福特, 荷兰       | 挑战赛 | 泥地     | 馬克西米利安·馬特爾 | 4–6, 2–6                |
| 负   | 0-4   | 2024年3月 | 塞克什白堡, 匈牙利     | 挑战赛 | 泥地     | 曾俊欣              | 1–4, 退赛               |
| 胜   | 1-4   | 2024年5月 | 滨海弗兰卡维拉, 意大利 | 挑战赛 | 泥地     | 雅各布·贝雷蒂尼     | 6–3, 7–6(7–4)           |